# Grandpré (commune déléguée)
Pour les articles homonymes, voir Grandpré (homonymie).
Ne doit pas être confondu avec Grand-Pré.
Grandpré est une ancienne commune française située dans le département des Ardennes en région Grand Est.

## Géographie

### Localisation
Grandpré se trouve au centre du défilé portant son nom coupant la forêt d'Argonne d'est en ouest. L'Aire qui arrose Grandpré a été capturée par l'Aisne ouvrant ce vaste défilé à l'ère secondaire, ces deux rivières encadrant à l'est et à l'ouest la région de Grandpré.

## Histoire
Grandpré est au cours des âges l'objet de saccages et pillages de toutes sortes et chaque fois reconstruite. Au sud de Grandpré, la colline surplombant la gare est nommée « Butte d'Attila ».
Le village appartient tout d'abord aux comtes de Grandpré du XIe au XVe siècle, puis il prend son essor sous le règne de la famille de Joyeuse à partir de Louis de Joyeuse, comte de Grandpré et par ailleurs arrière-grand-oncle d'Anne de Joyeuse, vicomte puis duc de Joyeuse.
À la fin de la Première Guerre mondiale, Français et Alliés bombardent sans merci l'ensemble du village ainsi que le domaine des comtes de Joyeuse où se trouvait l'envahisseur, les Uhlans. Le château, qui avait été remanié par Georges Babled à la fin du XIXe siècle, doit être entièrement reconstruit. La porte monumentale (1618) détruite à 60 % a pu être rénovée et retrouver son aspect antérieur.
Au début de la Seconde Guerre mondiale, l'abbé Lépine, curé de la paroisse, craignant à nouveau la destruction du village, fait promettre à ses paroissiens d'édifier une statue à la Vierge. C'est chose faite en 1945 lorsqu'une subvention permet d'édifier sur le site du Châtelet, à l'emplacement des ruines du château féodal sur motte au nord du village, le monument ex-voto de la Vierge du Châtelet. Ce site se trouve sur l'itinéraire du GR.
Le 1er janvier 2016, la commune fusionne avec sa voisine Termes (Ardennes) pour former une nouvelle commune nommée également Grandpré, cette dernière prenant le statut administratif de commune nouvelle. Les deux communes fusionnées prennent le statut administratif de commune déléguée.

## Politique et administration

### Liste des maires
| Période                                  | Période       | Identité                                 | Étiquette | Qualité                                                                        |
| ---------------------------------------- | ------------- | ---------------------------------------- | --------- | ------------------------------------------------------------------------------ |
| Les données manquantes sont à compléter. |               |                                          |           |                                                                                |
| 1891                                     | 1920          | Charles Frédéric Henri Godet (1846-1921) |           | Négociant, président de la Caisse d'Epargne de Grandpré                        |
| 1933                                     | 1950 (décès)  | Nestor Valiadis (1886-1950)              | Rad       | Médecin Conseiller d'arrondissement (1931-1940) Conseiller général (1945-1950) |
|                                          |               |                                          |           |                                                                                |
| 1953                                     | 1969          | Guy Desson (1909-1980)                   | SFIO PSU  | Député (1947-1958 et 1967-1968) Conseiller général (1950-1970)                 |
| avant 1981                               | ?             | Charles Bogud                            |           |                                                                                |
| mars 2008                                | décembre 2015 | Francis Signoret                         | UMP       | Retraité                                                                       |

| Période                                  | Période | Identité | Étiquette | Qualité |
| ---------------------------------------- | ------- | -------- | --------- | ------- |
| Les données manquantes sont à compléter. |         |          |           |         |
| 2016                                     |         |          |           |         |

## Population et société

### Démographie
L'évolution du nombre d'habitants est connue à travers les recensements de la population effectués dans la commune depuis 1793. À partir du 1er janvier 2009, les populations légales des communes sont publiées annuellement dans le cadre d'un recensement qui repose désormais sur une collecte d'information annuelle, concernant successivement tous les territoires communaux au cours d'une période de cinq ans. 
Pour les communes de moins de 10 000 habitants, une enquête de recensement portant sur toute la population est réalisée tous les cinq ans, les populations légales des années intermédiaires étant quant à elles estimées par interpolation ou extrapolation. Pour la commune, le premier recensement exhaustif entrant dans le cadre du nouveau dispositif a été réalisé en 2008,.
En 2013, la commune comptait 447 habitants, en évolution de −3,87 % par rapport à 2008 (Ardennes : −1,26 %, France hors Mayotte : +2,49 %).
| 1793 | 1800  | 1806  | 1821  | 1831  | 1836  | 1841  | 1846  | 1851  |
| ---- | ----- | ----- | ----- | ----- | ----- | ----- | ----- | ----- |
| 845  | 1 090 | 1 084 | 1 232 | 1 215 | 1 300 | 1 456 | 1 564 | 1 531 |

| 1866  | 1872  | 1876  | 1881  | 1886  | 1891  | 1896  | 1901 | 1906  |
| ----- | ----- | ----- | ----- | ----- | ----- | ----- | ---- | ----- |
| 1 482 | 1 344 | 1 321 | 1 259 | 1 203 | 1 148 | 1 052 | 987  | 1 031 |

| 1911  | 1921 | 1926 | 1931 | 1936 | 1946 | 1954 | 1962 | 1968 |
| ----- | ---- | ---- | ---- | ---- | ---- | ---- | ---- | ---- |
| 1 009 | 838  | 831  | 791  | 729  | 664  | 624  | 616  | 542  |

| 1975 | 1982 | 1990 | 1999 | 2008 | 2013 | - | - | - |
| ---- | ---- | ---- | ---- | ---- | ---- | - | - | - |
| 521  | 530  | 497  | 518  | 465  | 447  | - | - | - |

## Économie
Chef lieu de canton, son activité principale est l'élevage. On y cultive aussi le blé, le maïs et le colza.

### Tourisme
Dans une région de tourisme vert (forêt d'Argonne), Grandpré offre depuis les années 1960 un terrain de camping. On relève deux offres de logement à la ferme.
Itinéraires touristiques :
- route « Lacs, forêts, abbayes » ;
- route « Rimbaud, Verlaine » ;
- route de la bataille de Verdun, en passant par Varennes-en-Argonne, village où Louis XVI et sa famille, en fuite, furent arrêtés.

La forêt de Boult-aux-Bois offre un cadre de verdure et de promenades (pistes balisées).
Le village comporte la présence de fossiles de Plésiosaure, plus précisément de Polyptychodon[réf. nécessaire].

## Culture locale et patrimoine

### Lieux et monuments

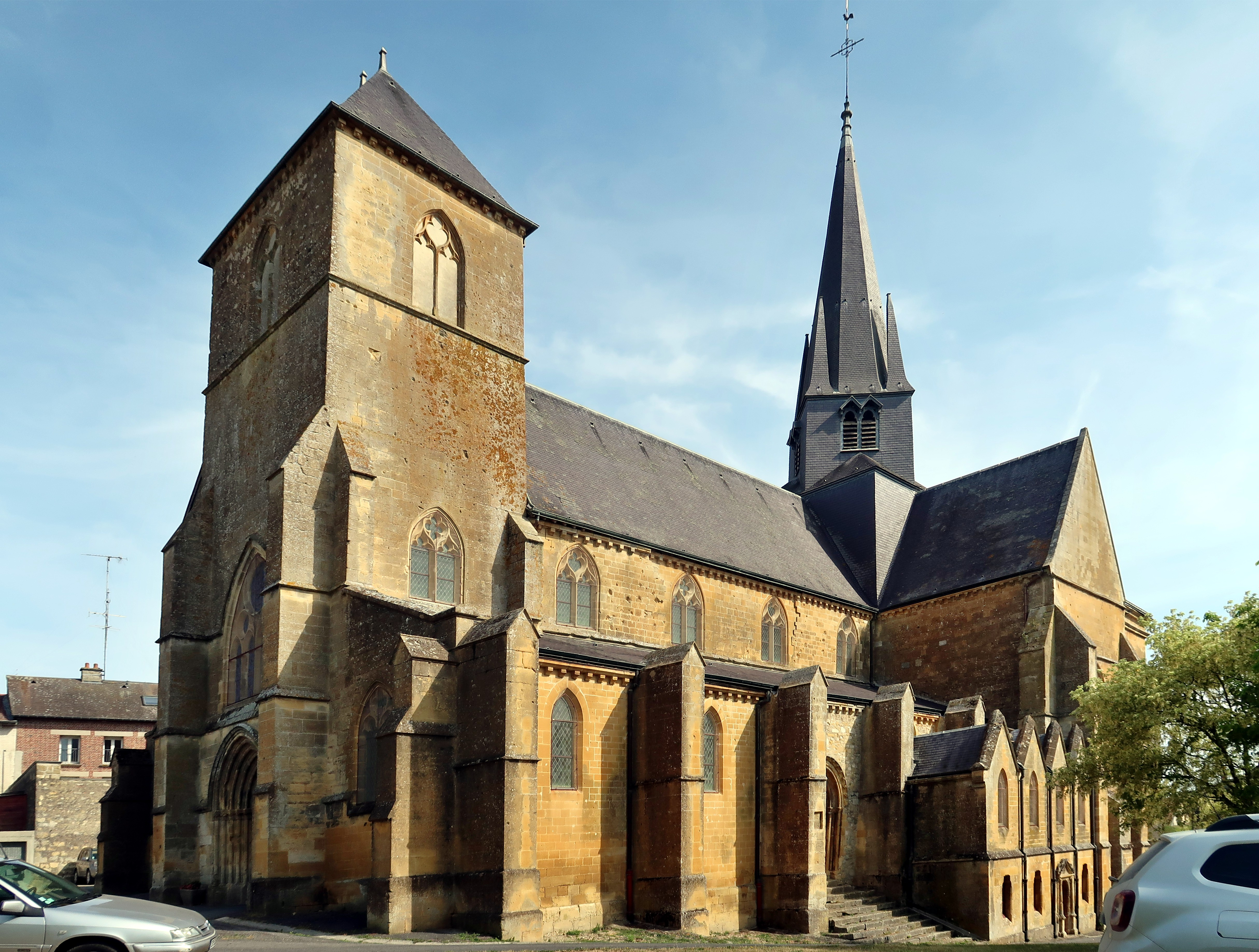
L'église Saint-Médard.

L'église Saint-Médard, avec stalles et tombeau des comtes de Joyeuse (XVIIe siècle). Les stalles et le tambour de la porte principale proviennent de l'abbaye de prémontrés de Belval, à la suite de son démantèlement à la Révolution. L'édifice est classé au titre des monuments historiques en 1911.
Le château de Grandpré, édifié par la famille de Joyeuse au XVIe siècle et détruit dans un incendie en 1834, dont le porche dit Porte de la Justice et les communs, construits en 1617-1618 dans un style Louis XIII caractérisé par l'utilisation de briques et pierres, de bretèches et d'échauguettes. Le marquis Hennequin d'Equevilly vendit le château en 1791 à Charles-Louis Huguet de Sémonville, qui devint ensuite marquis et grand référendaire de la Chambre des pairs. Sa fille adoptive, Mlle de Montholon-Sémonville, y épousa en juillet 1799 le général Joubert, tué peu après à Novi. L'édifice est classé au titre des monuments historiques en 1921.

### Personnalités liées à la commune
- Louis de Joyeuse († 1498), conseiller et chambellan des rois Louis XI, Charles VIII et Louis XII, seigneur de Bouthéon, fondateur de la branche des Joyeuse de Grandpré.
- Henri Hardouin (1727-1808), compositeur, directeur de la Maîtrise de la cathédrale de Reims, né et mort à Grandpré. Il repose dans l'église paroissiale de la commune.
- Charles-Louis Huguet de Sémonville (1759-1839), dernier propriétaire du château.
- Jules Beaujoint (1830-1892), romancier populaire français, né à Grandpré.
- Louis Eugène Péronne (1832-1893), homme politique, notaire à Grandpré.

### Héraldique
| Armes de Grandpré | Les armes de Grandpré se blasonnent ainsi : Burelé d’or et de gueules. |

### Décorations françaises
Croix de guerre 1914-1918 : 9 mars 1921